# Ayent
Ayent ist eine politische Gemeinde und eine Burgergemeinde des Bezirks Hérens im französischsprachigen Teil des Kantons Wallis in der Schweiz. Die Gemeinde besteht aus den Siedlungen Botyre, Luc, Saxonne, La Place, Blignou, Fortunau, Saint-Romain, Signèse, Villa, Argnou, La Maya und dem in den 1960er und 1970er Jahren auf einem 1500 Meter hoch gelegenen Sonnenplateau erbauten Feriendorf Anzère.

## Geographie

Luftbild (1955)

Ayent liegt auf der rechten Talseite der Rhône abgetrennt vom Rest des Bezirkes. Im Norden erstreckt sich das Gemeindegebiet bis zum Wildhorn. Der südlich vom Wildhorn gelegene Wildhorngletscher liegt zum grössten Teil auf dem Gebiet der Gemeinde. Im Nordosten der Gemeinde liegt der Stausee Lac de Tseuzier.
Nachbargemeinden von Ayent sind im Norden Lenk (BE), im Osten Icogne, im Südosten Saint-Léonard, im Süden die Kantonshauptstadt Sitten, im Südwesten Grimisuat, im Westen Arbaz, im Nordwesten Savièse und im Nordnordwesten Lauenen (BE).

## Geschichte
Der Ortsname von Ayent ist erstmals in einem Dokument von 1052 erwähnt, die Gemeinde im Jahr 1257.
Von 1376 bis 1798 gehörte das Dorf dem Bistum Sitten.
Beim schweren Erdbeben in der Schweiz 1946 wurden im Alpgebiet oberhalb von Ayent mehrere Häuser zerstört und der Bergsee Lac de Luchet durch einen Bergsturz verschüttet.
Durch das Gemeindegebiet führt der Weg zum Rawilpass.

## Bevölkerung
| Bevölkerungsentwicklung | Bevölkerungsentwicklung | Bevölkerungsentwicklung | Bevölkerungsentwicklung | Bevölkerungsentwicklung | Bevölkerungsentwicklung | Bevölkerungsentwicklung | Bevölkerungsentwicklung | Bevölkerungsentwicklung | Bevölkerungsentwicklung | Bevölkerungsentwicklung |
| ----------------------- | ----------------------- | ----------------------- | ----------------------- | ----------------------- | ----------------------- | ----------------------- | ----------------------- | ----------------------- | ----------------------- | ----------------------- |
| Jahr                    | 1850                    | 1900                    | 1950                    | 1980                    | 1990                    | 2000                    | 2010                    | 2012                    | 2014                    | 2016                    |
| Einwohner               | 1099                    | 1450                    | 2289                    | 2722                    | 2581                    | 3001                    | 3606                    | 3734                    | 3852                    | 3935                    |

## Persönlichkeiten
- Christian Constantin (* 1957), Unternehmer, Architekt und Sportfunktionär
- Malorie Blanc (* 2004), Skirennfahrerin